# كارين ريشكه
كارين ريشكه Karin Reschke (ولدت في 17 سبتمبر 1940 في كراكاوْ) هي كاتبة ألمانية.
ولدت كارين ريشكه لأبوين ممثلين، ونشأت منذ عام 1944 في برلين. درست بين عامي 1960 و1964 اللغة الألمانية وأدبها في ميونخ. وعادت إلى برلين في عام 1965. تطوعت بين عامي 1972 و 1974 وعملت في محطة برلين الحرة Sender Freies Berlin. وعملت بين عامي 1975 و 1978 في المجلة الأدبية التي تصدرها جامعة كونستانتس. وكانت تكتب في الوقت نفسه مقالات نقدية لمجلة كونكريت konkret. ومن عام 1978 عملت مساعدة تخصص العلوم السياسية للجامعة الحرة في برلين، ومحرر للمجلة الاقتصادية العلمية ليفياتان Leviathan. وهي تقيم منذ عام 1984 في برلين متفرغة للكتابة الحرة.
كتبت كارين ريشكه الروايات والقصص، عن القدر وعن تطور الشخصيات النسائية من الماضي والحاضر.
كانت عضوا بين عامي 1978 و 1988 في اتحاد الكتاب الألمان، وعضوا في مركز القلم لجمهورية ألمانيا الاتحادية منذ عام 1983. حصلت في عام 1995 على جائزة بتينا فون أرنيم، وعلى الجائزة الخاصة من دائرة شليزيا الثقافية من ولاية نيدرزاكسن في 1998.

## من أعمالها
- ذكريات طفل 1980
- مارجاريته 1987
- الضحك في الغابة 1993
- من شليزيا إلى هولشتاين 1999
- اللاعبون 2000

## روابط خارجية
- كارين ريشكه على موقع مونزينجر (الألمانية)